# Clan Casalesi
El clan Casalesi es una organización criminal italiana fundada por Antonio Bardellino y adscrita a la Camorra, cuya principal base de operaciones se ubica en la localidad de Casal di Principe de la provincia de Caserta, situada en el norte de Campania, en la frontera con Lacio. Respecto a su estructura interna, cabe destacar que esta organización es esencialmente una confederación de clanes mafiosos de la zona de Caserta. El clan Casalesi es considerado uno de los grupos más poderosos dentro de la Camorra; se dedica principalmente a negocios relacionados con la construcción, y pasa más desapercibido que los clanes camorristas cuyos ingresos dependen en mayor medida del narcotráfico. Asimismo, se encuentra entre las organizaciones criminales más poderosas e influyentes del mundo, con unos 150 o 160 líderes regionales y un total de 8000-9000 miembros aproximadamente.

## Historia

### Década de 1980 a 2004
En la década de 1980, el fundador del clan Casalesi, un criminal de San Cipriano d'Aversa llamado Antonio Bardellino, se percató de que la cocaína acabaría desplazando a la heroína como la droga más lucrativa en el mercado negro. A fin de sacar tajada del entonces boyante mercado internacional de cocaína, Bardellino organizó una operación de contrabando que enviaba cargamentos de este estupefaciente desde Iberoamérica a Aversa, utilizando como tapadera una empresa de importación y exportación de harina de pescado; el clan Casalesi surgió a partir de esta organización de narcotráfico. Además de cocaína, la citada empresa tapadera también transportaba heroína de contrabando. Bardellino invertía las ganancias del narcotráfico en negocios legítimos como la construcción, y al cabo de un tiempo se mudó a Brasil. Sin embargo, acabó desapareciendo en circunstancias no esclarecidas en 1988: oficialmente se informó de que había sido asesinado por un antiguo lugarteniente suyo, en su casa de la playa próxima a Río de Janeiro. Durante la Guerra de la Camorra, acontecida entre 1979-84, el clan Casalesi se alió con Nuova Famiglia en contra de Raffaele Cutolo, quien era el líder de una organización rival del entonces recién constituido clan Casalesi, llamada Nuova Camorra Organizzata.
Después de la desaparición de Bardellino, Francesco Schiavone asumió el liderazgo del clan, que detentó hasta su arresto en 1998. En marzo de 2004, el primo de Francesco Schiavone, Francesco Cicciariello Schiavone, fue arrestado en Polonia y acusado de 10 homicidios, 3 secuestros, 9 tentativas de homicidio y extorsión.

### Proceso Spartacus
Tras el arresto de Francesco Schiavone en 1998, todas las investigaciones policiales sobre el clan Casalesi fueron fusionadas en un único proceso judicial, el Proceso Spartacus. Se investigó a más de 1300 personas y unos 500 testigos prestaron declaración, todo ello a lo largo de 12 años. El juicio de 10 de los acusados en el Proceso Spartacus terminó el 19 de junio de 2008, 10 años después de su comienzo. En el transcurso de dicho juicio, 5 personas involucradas en el caso fueron asesinadas, incluido un intérprete. Por su parte, un juez y dos periodistas recibieron amenazas de muerte.
Finalmente, los magistrados declararon culpables a todos los acusados y condenaron a 16 de ellos a cadena perpetua, sin posibilidad de obtener la libertad condicional. Tanto Francesco Schiavone como su lugarteniente Francesco Bidognetti, al igual que Antonio Iovine y Michele Zagaria, fueron sentenciados a cadena perpetua.

### Situación actual (2010-)
Michele Zagaria y Antonio Iovine lideraban el clan de forma conjunta tras el arresto de Schiavone en 1998, hasta que Iovine fue capturado y arrestado el 17 de noviembre de 2010. Desde entonces y hasta su detención el 7 de diciembre de 2011, la organización quedó exclusivamente en manos de Zagaria. Cuando fue arrestado, Zagaria se hallaba en una guarida secreta fortificada en Italia, cercana a su provincia natal. El clan Casalesi está involucrado en la industria lechera y la fabricación de cemento, además del tráfico internacional de drogas: la organización suministra estupefacientes a la Cosa Nostra en Palermo y ha forjado sendas alianzas con las mafias nigeriana y albanesa.
El 18 de septiembre de 2008, seis inmigrantes africanos fueron asesinados a tiros en el municipio de Castel Volturno, a causa de un presunto conflicto entre los Casalesi y varias pandillas de inmigrantes dedicadas al narcotráfico. Al día siguiente de los asesinatos estalló una revuelta en Castel Volturno, cuya magnitud obligó al gobierno italiano a enviar a 500 soldados a la localidad, a fin de reprimir la violencia callejera instigada por la Camorra.